# Murple
Murple foi um grupo musical italiano de rock progressivo ativo durante a década de 1970.

## História
Um dos tantos grupos que mereceriam maior sucesso, o Murple publicou um único belíssimo álbum, em 1974, pela etiqueta alemã Basf, uma das poucas produções italianas dessa casa discográfica, que não se ocupou minimamente da produção do grupo e lançou o disco muito depois da sua gravação. Io sono Murple é um disco bem produzido, desde a capa às letras, e muito bem tocado por esse quarteto de Roma já com longa experiência musical.
O álbum contém uma única longa suíte dividida entre duas faixas, baseada na história de um pinguim, ainda que as letras sejam de certo modo ingênuas, a parte musical é muito boa, com influências clássicas especialmente nos teclados e ótimas partes de guitarra.
O LP não teve obviamente sucesso ainda por conta das críticas desfavoráveis da estampa especializada e o grupo colaborou com outros artistas, como a cantora Gianfranca Montedoro, oriunda do Living Music. Quando o grupo estava pronto para gravar um segundo álbum, acabou se separando. No último período o baixista Mario Garbarino foi substituído por Roberto Puleo. Em 1974, a banda ainda participou do Festival Pop de Villa Pamphili.
Em 2007, três dos componentes originais, Zanco, Garbarino e Sorrenti se reuniram para a gravação de um novo álbum, Quadri di un'esposizione, saído em 2008.

## Formação
- Pino Santamaria (guitarra, voz)
- Piercarlo Zanco (teclados, voz)
- Mario Garbarino (baixo, percussões)
- Duilio Sorrenti (bateria, percussões)

## LP
- 1974 - Io sono Murple (Basf Fare, 21 23137 F)

### CD
- 1992 - Io sono Murple (Mellow, MMP 121)
- 2008 - Quadri di un'esposizione (AMS/BTF, AMS 145CD)